# سونی اریکسون تی۷۰۷
سونی اریکسون تی۷۰۷ (به انگلیسی: Sony Ericsson T707) یک‌نمونه از گوشی‌های تلفن همراه سری تی (به انگلیسی: T) شرکت سونی اریکسون می‌باشد که توسط همین شرکت به بازار عرضه شده‌است.